# Jan van Durazzo
Jan van Durazzo (circa 1276 - Napels, 5 april 1336) was van 1315 tot aan zijn dood graaf van Gravina, van 1322 tot 1332 vorst van Achaea en van 1332 tot aan zijn dood hertog van Durazzo. Hij behoorde tot het huis Anjou-Sicilië. 

## Levensloop
Jan was een jongere zoon van koning Karel II van Napels en Maria van Hongarije. Op 3 september 1313 werd hij benoemd tot kapitein-generaal van Calabrië. In 1315 volgde hij zijn broer Peter op als graaf van Gravina. 
De dood van Lodewijk van Bourgondië in 1316 maakte vorstin van Achaea Mathilde van Henegouwen weduwe. Haar suzerein Filips I van Tarente, een broer van Jan, bracht haar in 1318 tegen haar zin naar Napels om te huwen met Jan, om zo het vorstendom Achaea binnen de erfenis van het huis Anjou-Sicilië te brengen. Het huwelijk, dat in maart 1318 plaatsvond, mislukte echter omdat Mathilde haar rechten op Achaea weigerde aan haar echtgenoot te geven en omdat ze in 1321 bekend maakte dat ze een geheim huwelijk had gesloten met Hugo de La Palice. Dit schond het huwelijkscontract van Mathildes moeder Isabella van Villehardouin, dat stelde dat Isabella en haar vrouwelijke erfopvolgers niet mochten huwen zonder toestemming van hun suzerein. Om deze reden zette Filips Mathilde af als vorstin van Achaea en gaf hij het vorstendom aan Jan. Het huwelijk van Jan en Mathilde werd wegens niet-consummatie ontbonden en Mathilde werd opgesloten in het Castel dell'Ovo. 
Op 14 november 1321 huwde hij met zijn tweede echtgenote Agnes (overleden in 1345), dochter van graaf Eli VII van Périgord. Ze kregen drie zonen:
- Karel (1323-1348), hertog van Durazzo
- Lodewijk (1324-1362), graaf van Gravina
- Robert (1326-1356)

In 1325 ondernam Jan een militaire expeditie om het vorstendom Achaea op te eisen, dat ondertussen veel minder gebied had in vergelijking met de oorspronkelijke omvang van het vorstendom. Terwijl hij zijn autoriteit in Kefalonia en Zakynthos kon herstellen, kon hij niet verhinderen dat het Byzantijnse Rijk de controle over Skorta behield.
In 1332 stierf Filips I van Tarente en werd hij opgevolgd door zijn zoon Robert, die de nieuwe suzerein over Achaea werd. Omdat Jan weigerde om trouw te zweren aan zijn neef, stond hij het vorstendom Achaea af aan Robert in ruil voor diens rechten op het koninkrijk Albanië. Vanaf dan droeg hij tot aan zijn dood in 1336 de titel van hertog van Durazzo.